# Athletissima 2013
Navigation
Édition précédente Édition suivante
L'Athletissima 2013 est la 36e édition du meeting Athletissima qui a eu lieu le 4 juillet 2013 au Stade olympique de la Pontaise de Lausanne, en Suisse. Il constitue la huitième étape de la Ligue de diamant 2013.

## Faits marquants
L'Ukrainien Bohdan Bondarenko remporte l'épreuve du saut en hauteur avec un saut à 2,41 m. Il devient à cette occasion le troisième meilleur performeur mondial de tous les temps en extérieur, derrière le Cubain Javier Sotomayor et le Suédois Patrik Sjöberg, à égalité avec le Kirghiz Igor Paklin, réalise la meilleure performance en extérieur depuis le 15 juillet 1994 et les 2,41 m de Sotomayor, et améliore d'un centimètre le record d'Ukraine de Rudolf Povarnitsyn, premier homme à  franchir la barre des 2,40 m, en 1985. Devançant l'Américain Erik Kynard, auteur d'un nouveau record personnel en 2,37 m, Bondarenko améliore d'un centimètre la meilleure marque de l'année du Qatari Mutaz Essa Barshim établi en juin. Il échoue ensuite par trois fois dans sa tentative de record du monde à 2,46 m, après avoir frôlé la barre à son premier essai.

## Résultats

### Hommes
| Épreuve           | Vainqueur                         | Second                                 | Troisième                             |
| ----------------- | --------------------------------- | -------------------------------------- | ------------------------------------- |
| 100 m             | Tyson Gay 9 s 79                  | Asafa Powell 9 s 88 (SB)               | Michael Rodgers 9 s 96 (SB)           |
| 800 m             | Mohammed Aman 1 min 43 s 33 (SB)  | Pierre Ambroise Bosse 1 min 44 s 11    | Marcin Lewandowski 1 min 44 s 31 (SB) |
| 5 000 m           | Yenew Alamirew 13 min 06 s 69     | Hagos Gebrhiwet 13 min 07 s 11         | Muktar Edris 13 min 08 s 23           |
| 400 m haies       | Javier Culson 48 s 14 (SB)        | Félix Sánchez 48 s 58 (SB)             | Mamadou Kassé Hanne 48 s 72           |
| Saut en hauteur   | Bohdan Bondarenko 2,41 m (WL, NR) | Erik Kynard 2,37 m (PB)                | Dusty Jonas Daniil Tsyplakov 2,30 m   |
| Saut à la perche  | Konstadínos Filippídis 5,72 m     | Augusto Dutra Raphael Holzdeppe 5,62 m |                                       |
| Triple saut       | Pedro Pablo Pichardo 17,58 m      | Teddy Tamgho 17,40 m                   | Christian Taylor 17,13 m              |
| Lancer du poids   | Ryan Whiting 21,88 m (MR)         | Reese Hoffa 21,58 m                    | Dylan Armstrong 20,75 m (SB)          |
| Lancer du javelot | Kim Amb 82,65 m                   | Andreas Thorkildsen 81,54 m            | Stuart Farquhar 80,42 m               |

### Femmes
| Épreuve          | Vainqueur                        | Seconde                         | Troisième                      |
| ---------------- | -------------------------------- | ------------------------------- | ------------------------------ |
| 200 m            | Mariya Ryemyen 22 s 61 (SB)      | LaShauntea Moore 22 s 67        | Kimberlyn Duncan 22 s 73       |
| 400 m            | Francena McCorory 50 s 36        | Amantle Montsho 50 s 37         | Novlene Williams-Mills 50 s 87 |
| 1 500 m          | Abeba Aregawi 4 min 02 s 11      | Sifan Hassan 4 min 03 s 73 (PB) | Siham Hilali 4 min 04 s 58     |
| 100 m haies      | Dawn Harper-Nelson 12 s 53 (SB)  | Kellie Wells 12 s 58            | LoLo Jones 12 s 60             |
| 3 000 m steeple  | Hiwot Ayalew 9 min 17 s 66 (MR)  | Sofia Assefa 9 min 17 s 69      | Etenesh Diro 9 min 24 s 40     |
| Saut en longueur | Blessing Okagbare 6,98 m (PB)    | Brittney Reese 6,96 m           | Shara Proctor 6,92 m (SB)      |
| Lancer du disque | Sandra Perković 68,96 m (WL, MR) | Yarelis Barrios 67,36 m (SB)    | Zinaida Sendriūtė 63,82 m      |

## Légende
Records et Performances
- AR : Record continental (area record)
- CR : Record des championnats (championship record)
- MR : Record du meeting (meet record)
- NR : Record national (national record)
- OR : Record olympique (olympic record)
- PR : Record paralympique (paralympic record)
- PB : Record personnel (personal best)
- SB : Meilleure performance personnelle de la saison (season's best)
- WL : Meilleure performance mondiale de l'année (world leader)
- WJR : Record du monde junior (world junior record)
- WR : Record du monde (world record)

Circonstances et Conditions
- DNF : N'a pas terminé (did not finish)
- DNS : N'a pas pris le départ (did not start)
- DQ : Disqualification (disqualification)
- NM : Aucun essai valable enregistré (No Mark)
- Q : Qualifié « directement » au prochain tour (ou à la prochaine compétition), lors d'une compétition majeure, grâce au classement ou à la réalisation des minima (automatic qualifier)
- q : Qualifié au prochain tour (ou à la prochaine compétition), lors d'une compétition majeure, grâce au repêchage ou à la réalisation de l'une des meilleures performances parmi celles des « non qualifiés directement » (grâce au meilleur temps ou à la meilleure distance par exemple) (secondary qualifier)